# Езикознание
Езикознанието (или още лингвистиката) е наука, изучаваща естествените езици. Тя обхваща няколко подобласти, най-общо разделяни на изследване на структурата на езика (граматика) и на смисъла на езиковите единици (семантика и прагматика). Най-често се приема, че езикознанието спада към социалните и хуманитарните науки, но то е сложна дисциплина, която включва много поддисциплини, като някои от тях използват методи от естествените науки (например фонетиката и лингвоакустиката разчитат на изследвания по физика (включително биофизика и психофизика)) и от формалните науки (например в езиковата морфология, в компютърната лингвистика и в математическата лингвистика намират приложение методи от логиката, математиката и информатиката).
Граматиката включва морфологията (образуването и състава на думите), синтаксиса (правилата, по които думите се съчетават в изрази и изречения) и фонологията (звуковите системи и абстрактните звукови елементи). Фонетиката е свързана с фонологията, клон на езикознанието, занимаващ се със свойствата на говорните звуци (фонеми), неговорните звуци и механизмът, по който те се създават и възприемат.
Други подобласти на езикознанието са еволюционната лингвистика (изучава произхода на езиците), историческата лингвистика (промените в езиците), социолингвистиката (връзката между вариантите на езика и структурата на обществото), психолингвистиката (психологическото интерпретиране на езика), невролингвистиката (физиологичното интерпретиране на езика в мозъка) и други.

## Историческо развитие и школи
Макар че изучаване на езика имаме още от времето на Аристотел, съвременната наука за езика се развива от ренесансовия бум на хуманитарните науки, като тогава названието е било филология, което в България днес е придобило по-общ смисъл на университетска дисциплина на изучаване на език и литература. Първото текстово споменаване на думата „филология“ датира от 1716 г., а лингвист, като някой, който изучава езика, датира от 1641, а първо споменаване на лингвистика има от 1847.
Основните принципи на съвременното езикознание започват да се изясняват още през 19 в. Ян Бодуен дьо Куртене изгражда първата теория за фонемата. Смята се, че Фердинанд дьо Сосюр е основател на системно-структурния подход и синхронизма в езикознанието. В първата половина на 20 в. е оформен сбор от много школи, представящи структурното езикознание, което разчленява езика на слоеве, всеки от които се изучава от дадена дисциплина. Едно от основните негови направления е Функционалната лингвистика (Пражки лингвистичен кръжок, Вилем Матезиус, Андре Мартине, Роман Осипович Якобсон, княз Николай Сергеевич Трубецкой), която разглежда езиковите явления от гледна точка на функцията, която изпълняват, без да се пренебрегва смисловата им страна. Глосематиката (Копенхагенска школа) разглежда езика като система на „чисти отношения“, без оглед на материалната субстанция. Трето голямо направление е американският структурализъм, насочен утилитарно в своите езиковедски изследвания – дескриптивна лингвистика (Леонард Блумфийлд), генеративна граматика и транформационен анализ (Ноам Чомски). Лондонска лингвистична школа признава за функционално значимо само това, което има формално изразяване.

## Общо и частно езикознание
Виж още Теоретична лингвистика.
В езикознанието се изучават общите особености на езика. „Общото езикознание“ изследва „същността и природата на езика“ (понятия като същност и природа на каквото и да е било са отхвърлени от модерната философия – виж деконструкция и Дерида в частност по въпроса същност и природа на езика); „проблема за произхода“ (Шлайхер); общите закони на „развитие и функциониране на езика“; проблема за „връзката между език и общество“, „език и мислене“ (виж статията за Език); „произход и развитие на писмото“ (Писменост); „езика като знакова система“; намира мястото на езика сред останалите знакови системи (виж семиотика); изучава елементите, от които се изгражда знаковата система; правилата, според които се установяват връзките между елементите на системата, методите за използване и определяне границите на тяхното приложение.
Частното езикознание изучава конкретен отделен език или още група от близкородствени езици. Например руски или съответно славянски езици. Начините на изучаване са:
- „синхронно“ (описателно) – даден език на определен етап от неговия развой, понятие въведено за пръв път от Фердинан дьо Сосюр, (вижте „Структурно езикознание“);

- „диахронно“ (историческо) – проследява развитието на езика през по-продължителен период от време. В неговите рамки се обособява сравнително-историческото езикознание, което разкрива историческото минало на близкородствените езици по пътя на съпоставянето им. Диахронното изучаване на езика става особено значимо около работите на младограматиците. Тъй като езикознанието или науката въобще за езика съществува още от древността, например – тогава езикът се е изучавал само синхронно;

- „сравнително“ – обикновено се има предвид сравнително-историческо, но има и сравнително-синхронно.

## Деление
- Философия на езика. Изследване на „езика в същността му“ като език-явление и разкриване на началната му природа, разбирана като негова иманентна същност – лингвофилософия, или може също от страна на философията като философия на езика в съчетание с философия на ума (philosophy of mind, UK), лингвономинация (изследва проблемите на означаването; ономасиология), лингвоакустика.

- Изследване на „езиковата система като структура“, т.е. езика и неговата системно-структурна същност; разкрива се функцията на всеки езиков елемент спрямо останалите – фонология с фонетика; морфология и синтаксис – обединени от граматика, лексикология, семантика.

Според различните течения в езикознанието семантика или се поставя извън от или се интегрира в другите големи категории – лексикология, морфология, синтаксис. По същия начин някои лингвисти предпочитат да говорят за морфосинтаксис, отколкото напълно да разделят областите морфология и синтаксис, на базата на които се правят училищните граматики.
Класически се говори за нива на езика – лексикално, морфологично и т.н. И тези нива се изучават от съответните дисциплини.
- Стилистика – изследва „езиковите единици във функционален план“ (начин на използване и разслояване) и реализацията им на речеви единици (като резултат на подбор) – функционална стилистика (изследва и описва системата от стилове на езика), лингвостилистика (стилистика на езиковите единици), текстостилистика, стилистика на художествената реч.

- Изследване на езика в неговите „съотношения с други системи“ – неезикови (социални, психофизиологични), езикообслужващи (жестове и мимики, писменост), езикоподобни (изкуствен език) – социолингвистика, психолингвистика, лингвистична география (ареална лингвистика/лингвогеография), диалектология, лингвографология, паралингвистика (неезикови средства, участващи в речевото съобщение), интерлингвистика (с предмет изкуствените езици).

- Изследване на езика в „съотношението му с друг език“ на родствена или неродствена основа – лингвогенеалогия (съпоставя език и език на родствена основа), лингвоконтактология (език/език на контактна основа), лингвотипология (език/език на неродствена основа), класификационна лингвистика (класифицира езиците на неродствена основа), универсална граматика.

## Направления
- Лингвометодология – езикът като обект на лингвистиката се изследва чрез определени методи – компаративна (сравнителна) методика (същността на сравнително-историческия метод, откъм неговата теоретично-приложна същност), математическа лингвистика (възможностите с математически методи да се изучава и описва езика), глотометрия (измерване на езика чрез математически методи), експериментална лингвистика.

- Приложна лингвистика – възможностите за приложение на постижения на лингвистиката в практиката – традиционно-приложно езикознание (чрез различни конкретни дисциплини се решават практически задачи за използване на езика), съвременно-приложно езикознание, лингводидактика (методика на обучение по роден и чужд език), усвояване на езици, езиково развитие, невролингвистика, компютърна лингвистика.

- Лингвистична историография – история на езикознанието.

- Лингвистична систематика – определя езика като предмет на езикознанието, възможните аспекти на неговото изследване като обект, изяснява съотношението между лингвистичните дисциплини и въз основа на определени критерии ги обединява в раздели и клонове.

## Методи
Лингвистичните методи (виж научен метод) се разделят на две основни групи – синхронни и диахронни.
Класификация и систематизация
Дълги векове езикознанието се изчерпвало в съставянето на граматики. Основният метод или по-скоро подход е бил класификация и систематизация в рамките на конкретен език. Този подход на класификация и систематизация е най-старият подход в науката изобщо, който никога не губи своето значение и е необходима предпоставка за всяко научно изследване. Класификацията и систематизацията в езикознанието обикновено се осъществяват чрез сегментация (деление) и субституция.
Описателен метод
Това също е един от най-старите методи на изследване. Съставен е още от древните гръцки граматици и се нарича още емпиричен. Терминът описателен не е съвсем точен, тъй като методът не изисква само описание на езиковите факти, а преди всичко те да се анализират и теоретизират. Граматиките, които са съставени на този принцип се наричат описателни или емпирични. Този метод се прилага във всички области на лингвистиката, т.е. всички страни на езика могат да се изучават с него, но най-полезни резултати дава когато се комбинира със сравнително историческия метод. Тъй като с описателния метод се анализира дадено състояние на езика, той спада към т.нар. синхронични методи.
Сравнително-исторически метод
Сравнително-историческият метод използва реконструкция на езикови факти от миналото, които не са документирани, чрез сравнение на съответстващи по-късни факти, известни по писмени паметници или от живото им използване в сравняваните езици. Сравнително-историческият метод е приложен за пръв път между 1816 и 1820 г. от Якоб Грим и Франц Боп. Утвърждава се от младограматиците през 1890-те. Първоначално (през 1816 г.) Франц Боп доказва чрез сравнително-историческия метод родството между санскритски, гръцки, латински, персийски и германски език. По-късно (1833 – 1840) Боп включва в изследванията си и зендски, арменски, литовски, старославянски и готски език.
Съпоставителен метод
Този метод спада към синхроничните методи. Чрез него могат да се изследват два неродствени езика, в определен етап от тяхното развитие.
Количествен метод
Количествените методи имат за цел да дадат количествена характеристика на географските обекти, изразена чрез формули, цифри, графики, модели и др.
Структуралистични методи
Те се въвеждат след като швейцарския езиковед Фердинант де Сосюр прави революция в общата лингвистика. Той излага в лекционен курс по обща лингвистика(публикуван 3 години след смъртта му) пред студенти своите възгледи относно езика и неговата структура. Той смята, че задачата на лингвиста е да изследва езика сам за себе си, езика като чисто лингвистично явление, а не да изучава връзката между език и общество, език – действителност и т.н. Според Сосюр езиковедът трябва да се занимава с изучаването на вътрешната структура на езика – отношението и връзката между неговите единици. Впоследствие се появяват три структуралистични школи – американска, датска и пражка, които прилагат нови коренно различни методи при изследване.
Метод на опозицията
Този метод е въведен от пражкия лингвистичен кръжок и може да се приложи при изучаването на езици, чиито основни единици са известни. Обикновено при прилагането на метода се действа по следния начин: първо се посочвот опозитивните двойки (б – п – опозиция звучност – беззвучност), след това се разкрива характера, структурата на опозицията, дали е съществена или не.
Метод на дистрибуцията
Този метод е използван от американската лингвистична школа при изучаването на индианските езици. Той е приложим най-добре при изучаването на напълно непознати езици и чрез него могат да се установят основните езикови единици. Дистрибуцията бива допълнителна, ограничена, свободна, контрастна.